# Hornaing
Hornaing (Nederlands: Horning) is een gemeente in het Franse Noorderdepartement (Frans: département du Nord). De gemeente telde 3.522 inwoners op 1 januari 2022.

## Geografie
De oppervlakte van Hornaing bedroeg op 1 januari 2022 8,95 vierkante kilometer; de bevolkingsdichtheid was toen 393,5 inwoners per km².

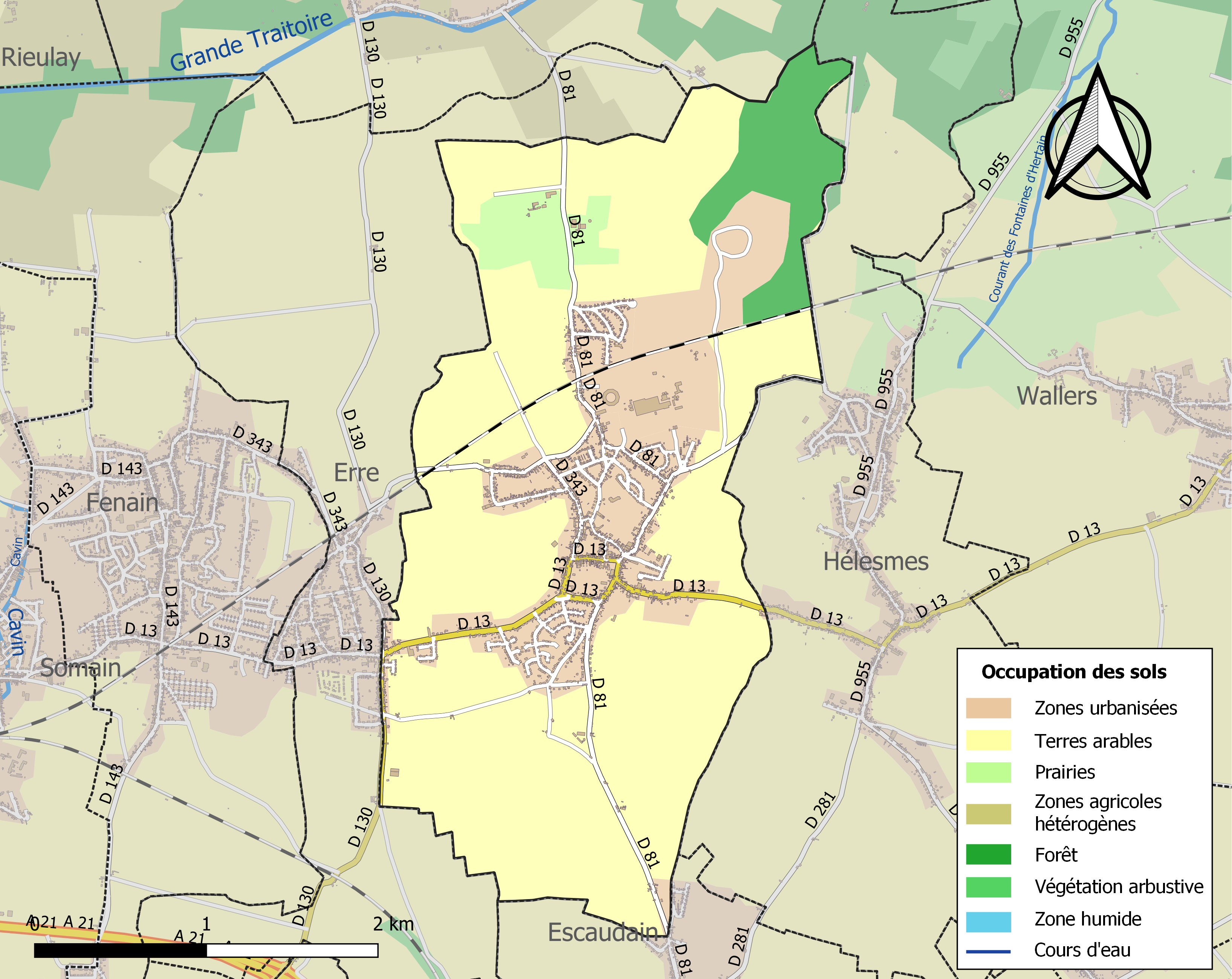
Kaart van de gemeente met belangrijkste infrastructuur, bodemgebruik en omliggende gemeenten

## Bezienswaardigheden
- De Sint-Jan-de-Doperkerk (Église Saint-Jean-Baptiste) is een neogotisch kerkgebouw van 1864.
- Het Château de l'Ermitage (ook: Château de La Baronne) was een zeer groot 19e-eeuws kasteel in eclectisch/neogotische stijl dat echter is gesloopt.

## Natuur en landschap
Ten noorden van Hornaing ligt een terril met een hoogte tot 55 meter. De hoogte aan de kerk bedraagt 27 meter.

## Economie
In 1927 kwam een steenkoolmijn tot stand: de Fosse Heurteau. Haar twee schachten werden inrespectievelijk 1966 en 1976 gesloten. Van 1958 tot 2015 was er een thermische centrale in werking.

## Demografie
Onderstaande figuur toont het verloop van het inwonertal (bron: INSEE-tellingen).

## Sport
In de gemeente loopt een groot stuk van de kasseistrook van Hornaing naar Wandignies-Hamage, een kasseistrook van 3700 meter die tot en met 2010 werd opgenomen in het parcours van de wielerklassieker Parijs-Roubaix.

## Nabijgelegen kernen
Erre, Escaudain, Hélesmes, Wandignies-Hamage